# Turnê Olympia
A Turnê Olympia foi a segunda turnê da cantora e compositora brasileira Wanessa Camargo, que teve sua estréia em São Paulo na casa de espetáculos Olympia.

## Produção
O show dirigido por Hugo Prata era realizado em 3 blocos, cada um com figurinos e cenários diferentes, algumas telas de led no palco e um projetor gigante para trazer um visual mais moderno, também contava com 13 bailarinos e 8 músicos, e a abertura eram imagens e vídeos pessoais da cantora, como cenas da sua infância e adolescência.

## Setlist
1. Paga Pra Ver
2. Como dizer ao coração
3. Sem Querer
4. Como eu quero (Kid Abelha cover)
5. Um Dia... Meu Primeiro Amor
6. O Amor Não Deixa
7. Gostar de Mim
8. Apaixonada Por Você
9. Eu quero ser o seu amor
10. (Interlude)
11. Filme de amor
12. Velha infância (Tribalistas cover)
13. Eu estarei aqui
14. Eu posso te sentir
15. (Interlude)
16. Tudo bem
17. Datemi un martello (If I Had a Hammer) (Pete Seeger cover)
18. Like a Virgin / Holiday / Music (Madonna cover)
19. A Paz (Gilberto Gil cover)
20. Tanta saudade
21. Enfeitiçada
22. Eu quero ser o seu amor

Encore:
1. Sem querer

## Cultura popular
A capa preta com fundo de arco-íris usada por Wanessa durante os shows da turnê se tornou um item conhecido, o sucesso foi tanto que criaram uma boneca de um metro da cantora com o figurino para comercializar.